# شرکت بیمه خلق چین
شرکت بیمه خلق چین (انگلیسی: People's Insurance Company of China) شرکت دولتی بیمه چینی است، که در سال ۱۹۴۹ تأسیس شد.